# ولسوالی میزان
میزان یکی از ولسوالی‌های ولایت زابل در جنوب خاوری افغانستان است. جمعیت آن در سال ۲۰۰۶ میلادی، ۲۱۱۶۲ نفر اعلام شده است.